# Don Zagier

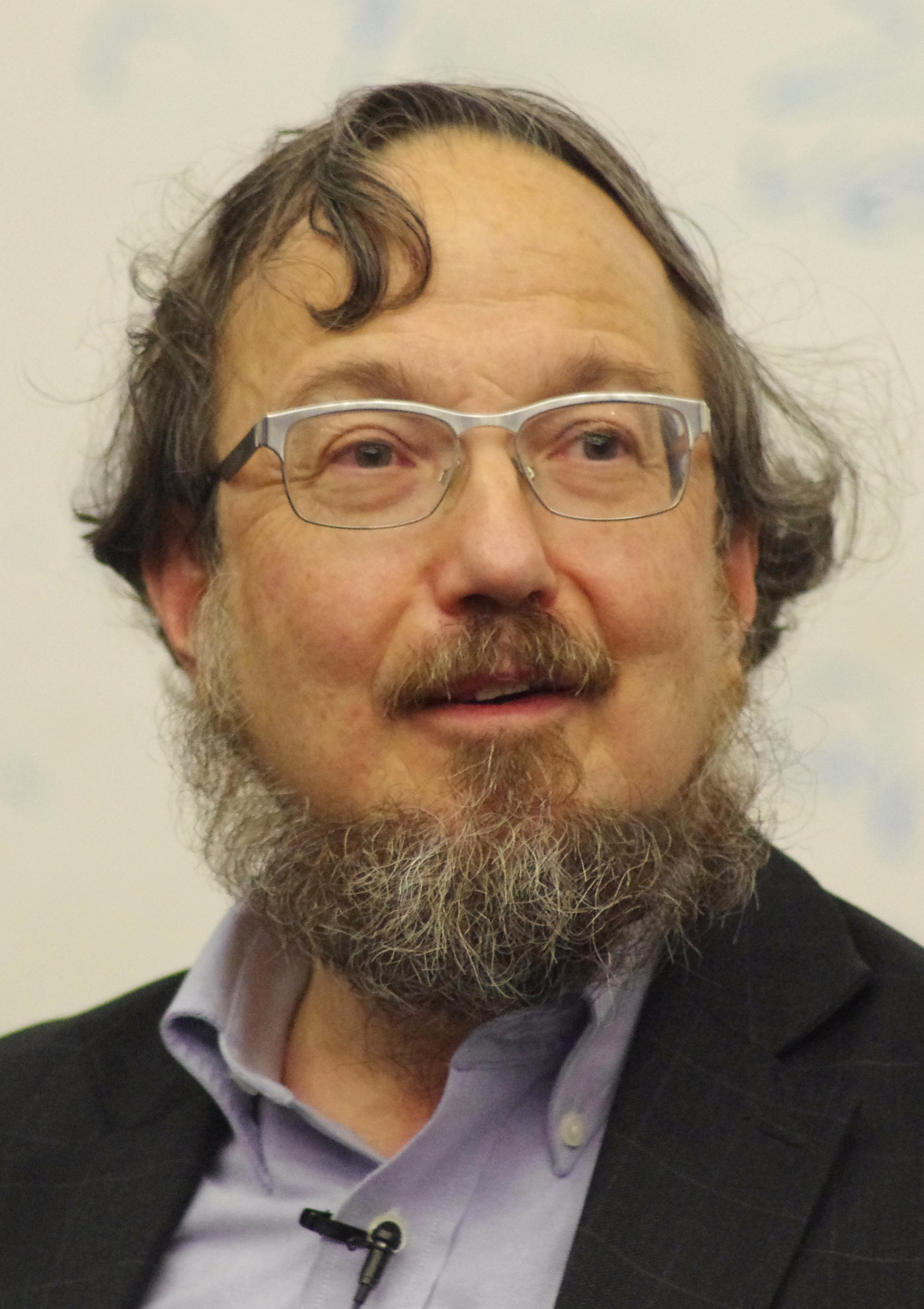
Don Zagier

Don Bernhard Zagier (Heidelberg, 29 juni 1951) is een Amerikaans wiskundige.
Hij is werkzaam als directeur van het Max Planck Instituut te Bonn en als docent aan het Collegè de France in Parijs. Eerder was Zagier onder meer als hoogleraar verbonden aan de Universiteit van Utrecht.
Het onderzoeksveld van Zagier bestrijkt onder meer de getaltheorie en algebraïsche meetkunde.